# Geminos z Tyru
Geminos z Tyru (II wiek n.e.) – grecki paradoksograf, który spisywał cuda, jakie miały mieć miejsce w świątyni Serapisa w Aleksandrii.